# Chamaecereus saltensis
Chamaecereus saltensis ist eine Pflanzenart aus der Gattung Chamaecereus in der Familie der Kakteengewächse (Cactaceae). Das Artepitheton saltensis verweist auf das Vorkommen der Art in der argentinischen Provinz Salta.

## Beschreibung
Chamaecereus saltensis wächst in der Regel einzeln und bildet nur manchmal Polster. Es wird eine große Pfahlwurzel ausgebildet. Die kugelförmigen bis kurz zylindrischen, hellgrünen Triebe erreichen Durchmesser von bis zu 9 Zentimeter. Es sind 17 bis 18 niedrige Rippen vorhanden, die flach gehöckert sind. Die auf ihnen befindlichen Areolen stehen eng beieinander. Die ein bis vier kräftigen Mitteldornen sind meist gehakt und 1 bis 1,2 Zentimeter lang. Die zwölf bis 14 Randdornen sind dünner als die Mitteldornen. Sie weisen eine Länge von bis zu 6 Millimeter auf.
Die trichterförmigen, roten Blüten besitzen einen dunkleren Schlund. Sie erscheinen seitlich an den Trieben und öffnen sich am Tag. Die Blüten sind bis zu 4 Zentimeter lang. Die kugelförmigen Früchte sind auftrocknend und weisen Durchmesser von bis zu 5 Millimeter auf.

## Verbreitung, Systematik und Gefährdung
Chamaecereus saltensis ist in der argentinischen Provinz Salta in Höhenlagen von 2000 bis 3000 Metern verbreitet.
Die Erstbeschreibung als Echinopsis saltensisdurch Carlos Luis Spegazzini wurde 1905 veröffentlicht. Boris O. Schlumpberger stellte die Art 2012 in die Gattung Chamaecereus. Ein weiteres nomenklatorisches Synonym ist Lobivia saltensis (Speg.) Britton & Rose (1922).
In der Roten Liste gefährdeter Arten der IUCN wird die Art als „Least Concern (LC)“, d. h. als nicht gefährdet geführt.

## Nachweise